# Bernd Hollerbach
 (mai 2022).
Si vous disposez d'ouvrages ou d'articles de référence ou si vous connaissez des sites web de qualité traitant du thème abordé ici, merci de compléter l'article en donnant les références utiles à sa vérifiabilité et en les liant à la section « Notes et références ».
Bernd Hollerbach, né le 8 décembre 1969 à Wurtzbourg en Allemagne de l'Ouest, est un ancien footballeur allemand devenu entraîneur.

## Biographie
Hollerbach commence à jouer au ASV Rimpar. En 1988, il rejoint le FC Würzburger Kickers qui monte en Bayernliga en 1990. Il se fait remarquer par le FC Sankt Pauli, alors en élite, qui le prend durant le mercato d'hiver. Il ne parvient pas à maintenir l'équipe à ce niveau et reste dedans en seconde division pendant quatre ans. À la fin de la saison 1994-1995, alors que Sankt Pauli remonte, il part pour le 1. FC Kaiserslautern puis, après six mois, pour le Hambourg SV, avec lequel il remporte la Coupe de la Ligue en 2003.
Hollerbach est connu comme un arrière gauche dure ("Holleraxt"), car il finit chaque saison avec une dizaine de cartons jaunes. Au total, il a reçu 98 cartons jaunes et trois rouges lors de sa carrière en Bundesliga.
Après huit années à Hambourg, il met fin à sa carrière de joueur et se convertit en entraîneur pour le VfL 93 Hambourg. En juillet 2006, il devient l'entraîneur du VfB Lübeck en Regionalliga mais est licencié quelques mois après. En juin 2007, il accepte d'être l'adjoint de Felix Magath, l'entraîneur du VfL Wolfsburg. En juillet 2008, il s'occupe de l'équipe réserve en Regionalliga puis assiste Lorenz-Günther Köstner. À la fin de la saison 2008-2009, le VfL Wolfsbourg est champion d'Allemagne.
Pour la saison 2009-2010, Hollerbach revient auprès de Felix Magath, devenu l'entraîneur du FC Schalke 04. Après le licenciement de Felix Magath le 16 mars 2011, lui et Werner Leuthard  démissionnent le lendemain et le retrouvent au VfL Wolfsbourg. Le 25 octobre 2012, après un nouveau licenciement de Magath, il démissionne encore.
Pour la saison 2014-2015, Bernd Hollerbach devient l'entraîneur principal de l'équipe de sa ville natale FC Würzburger Kickers, en Regionalliga.
Le 22 janvier 2018, il est nommé au poste d’entraîneur au Hambourg SV, en remplacement de Markus Gisdol.  N'ayant pris que 3 points en 7 matches de championnat et avec aucune victoire, Bernd Hollerbach est remercié le 12 mars 2018. 
Le 22 mai 2019, il devient l'entraineur du Royal Excel Mouscron.  A la fin de la saison 2019-2020, il amène le club mouscronnois à une honorable 10e place (sur 16).  
Malgré un contrat portant sur 2 saisons, la direction du club et Bernd Hollerbach décident de commun accord de stopper leur collaboration.
Le 5 juin 2021, Bern Hollerbach devient le nouvel entraîneur du K Saint-Trond VV. Il est démis de ses fonctions en mai 2023.

## Carrière

### En tant que joueur
- 1988-1990 :  FC Würzburger Kickers
- jan. 1991–1995 :  FC St. Pauli
- 1995-déc. 1995 :  1. FC Kaiserslautern
- jan. 1996–2004 :  Hambourg SV

### En tant qu'entraîneur
- 2005–2006 :  VfL 93 Hambourg
- 2006–fév. 2007 :  VfB Lübeck
- 2007–2009 :  VfL Wolfsburg (adjoint)
- 2008-déc. 2008 :  VfL Wolfsburg II
- 2009–2011 :  FC Schalke 04 (adjoint)
- 2011–2012 :  VfL Wolfsburg (adjoint)
- 2014–2017 :  FC Würzburger Kickers
- 21 janvier 2018 - 12 mars 2018 :  Hambourg SV
- mai 2019-2020 :  Royal Excel Mouscron

## Palmarès

### En tant que joueur
- Vainqueur de la Coupe de la Ligue en 2003 avec le Hambourg SV

### En tant qu'entraîneur
- Champion d'Allemagne en 2009 avec le VfL Wolfsburg, en tant qu'entraîneur adjoint.